# Список награждённых Золотой медалью Русского географического общества им. Ф. П. Литке
Полный список, награждённых Золотой медалью им. Ф. П. Литке — наградой Русского географического общества.
| Ф. И. О.                                       | Год присуждения | Награждён |
| ---------------------------------------------- | --------------- | --- |
| Старицкий, Константин Степанович 1839—1909     | 1874            | за гидрографические исследования в Тихом океане |
| Пущин, Нил Львович 1837—1891                   | 1874            | за магнитные наблюдения на Каспийском море |
| Андреев, Александр Петрович 1820—1882          | 1875            | за труд под заглавием «Ладожское озеро» |
| Кульберг, Павел Павлович 1843—1909             | 1876            | за совместные труды с полковником Шарнгорстом по определению разности долгот по телеграфу                                                                                     |
| Рыкачёв, Михаил Александрович 1841—1919        | 1877            | за полезную деятельность в кругу Общества, за заслуги по климатологии России вообще, а в особенности за труд «О распределении атмосферного давления в Европейской России»     |
| Северцов, Николай Алексеевич 1827—1885         | 1878            | за исследования Тянь-Шаня |
| Иностранцев, Александр Александрович 1843—1919 | 1879            | за труд «Геологический очерк Повенецкого уезда Олонецкой губернии» |
| Каульбарс, Александр Васильевич 1844—1929      | 1880            | за труд «Исследования низовьев Аму-Дарьи» |
| Ярнефельт, Август Александер 1833—1897         | 1881            | за геодезические и топографические работы на Балканском полуострове |
| Лебедев, Михаил Николаевич 1841—1891           | 1881            | за геодезические и топографические работы на Балканском полуострове |
| Дёллен, Вильгельм Карлович 1820—1897           | 1882            | за изобретение усовершенствованного прибора для определения астрономических точек и за постоянное просвещенное содействие в снаряжении экспедиции от Географического общества |
| Вильд, Генрих Иванович 1833—1920               | 1883            | за труды по организации метеорологической службы в России, и сочинение «О температуре воздуха в Российской Империи»                                                           |
| Цингер, Николай Яковлевич 1842—1918            | 1884            | за способ определения времени |
| Певцов, Михаил Васильевич 1843—1902            | 1885            | за труд «Очерк путешествия по Монголии» |
| Черский, Иван Дементьевич 1845—1892            | 1886            | за геологические исследования в Восточной Сибири |
| Кёппен, Фёдор Петрович 1833—1908               | 1887            | за труды по зоо- и фитогеографии |
| Бунге, Александр Александрович 1851—1930       | 1888            | за путешествие на Новосибирские острова |
| Скасси, А. И.                                  | 1889            | за астрономические определения и топографическую съемку во время экспедиции Г. Н. Потанина                                                                                    |
| Рыльке, С. Д.                                  | 1890            | за сочинения по определению долгот и нивелировки |
| Вилькицкий, Андрей Ипполитович 1858—1913       | 1891            | за обработку определений, исполненных им на Новой Земле, в Архангельске, Орле, Липецке и Самаре                                                                               |
| Клоссовский, Александр Викентьевич 1846—1917   | 1892            | за обширные и неустанные труды по метеорологии России |
| Фус, В. Е.                                     | 1893            | за труды по математической и физической географии |
| Залесский, П. П.                               | 1894            | за геодезические работы в Туркестанском крае |
| Макаров, Степан Осипович 1849—1904             | 1895            | за труд «Витязь и Тихий океан» |
| Шпиндлер, Иосиф Бернардович 1848—1919          | 1896            | за труды по физической географии |
| Стрельбицкий, Иван Иванович 1860—1914          | 1897            | за путешествия по Персии и Маньчжурии в течение 1891—1898 годов |
| Померанцев, Илиодор Иванович 1847—1821         | 1898            | за труд «О фигуре геоида в районе Ферганской области» |
| Артамонов, Леонид Константинович 1859—1932     | 1899            | за географические работы на Кавказе, в Персии, в Средней Азии и в Абиссинии                                                                                                   |
| Жданко, Михаил Ефимович 1855—1921              | 1900            | за географические труды |
| Книпович, Николай Михайлович 1862—1939         | 1902            | за совокупность работ на севере Европейской России |
| Соколов, Николай Алексеевич 1856—1907          | 1902            | за всю совокупность геолого-графических работ |
| Мюррей, Джон 1841—1914                         | 1903            | за работы по океанографии |
| Гедеонов, Дмитрий Данилович 1854—1908          | 1905            | за всю совокупность продолжительных и обширных работ в различных областях геодезии, топографии и прикладной математики                                                        |
| Кузнецов, В. В.                                | 1906            | за общую деятельность по изучению верхних слоев атмосферы |
| Брейтфус, Леонид Львович 1864—1950             | 1907            | за общую совокупность деятельности по изучению физико-географических и биологических условий Баренцева моря                                                                   |
| Савинов, С. И.                                 | 1908            | за всю совокупность деятельности по метеорологии |
| Витковский, Василий Васильевич 1856—1924       | 1909            | за многолетние труды по геодезии и практической астрономии, выразившиеся в целом ряде выдающихся работ по этим отраслям науки                                                 |
| Бухтеев, А. М.                                 | 1910            | за труды по изучению явления приливов на Мурмане и другие работы по геодезии, исполненные им ранее                                                                            |
| Андрусов, Николай Иванович 1861—1924           | 1912            | за совокупность работ по изучению Каспийской области и за совокупность физико-географических работ                                                                            |
| Шарко, Жан-Батист 1867—1936                    | 1914            | за труды по изучению Антарктической области, Земли Александра I и острова Петра I                                                                                             |
| Оппоков, Евгений Владимирович 1869—1937        | 1915            | за совокупность работ по гидрологии юго-запада России |
| Комаров, Владимир Леонтьевич 1869—1945         | 1917            | за совокупность географических трудов |
| Пачоский, Иосиф Конрадович 1864—1942           | 1924            | за совокупность ученых трудов |
| Давыдов, Борис Владимирович 1884—1925          | 1924            | за выдающиеся труды в области гидрографии на Дальнем Востоке |
| Дерюгин, Константин Михайлович 1878—1938       | 1925            | за труды в гидробиологии |
| Рудовиц, Лео Фрицевич                          | 1926            | за труды в метеорологии |
| Криштофович, Африкан Николаевич 1885—1953      | 1928            | за совокупность биологических и палеоботанических работ по изучению Дальнего Востока                                                                                          |
| Родевич, М. В.                                 | 1929            | за совокупность работ по исследованию рек |
| Вознесенский, Аркадий Викторович 1864—1936     | 1930            | за совокупность 45-летних трудов в областях: метеорологии, сейсмологии, земного магнетизма и физической географии                                                             |